# Rezerwat przyrody Ptasia Wyspa
Rezerwat przyrody Ptasia Wyspa – faunistyczny rezerwat przyrody położony na terenie gminy Ryn w powiecie giżyckim (województwo warmińsko-mazurskie).
Obszar chroniony utworzony został 12 kwietnia 2012 r. na podstawie Zarządzenia Nr 13 Regionalnego Dyrektora Ochrony Środowiska w Olsztynie z dnia 15 marca 2012 r. w sprawie uznania obszaru za rezerwat przyrody „Ptasia Wyspa” (Dz. Urz. Woj. Warm.-Maz. z 2012 r. poz. 1096). Został utworzony z inicjatywy Polskiego Towarzystwa Ochrony Ptaków w ramach współfinansowanego przez Unię Europejską programu „Ochrona rybitw na Warmii i Mazurach”, jako piąty z kolei rezerwat (po Nietlickim Bagnie, Jeziorze Zdedy, Kwiecewie oraz Polderze Sątopy-Samulewo).
Rezerwat obejmuje 4,2 ha powierzchni, zajmując w całości Ptasią Wyspę (także Dużą Wyspę, Gołą Zośkę) wraz z otaczającymi ją trzcinowiskami na jeziorze Ryńskim (zlokalizowaną w pobliżu zatoki Rominek). Celem ochrony rezerwatowej jest „zachowanie wartości przyrodniczych ekosystemu wyspy i przyległych do niej trzcinowisk stanowiących ostoję lęgową oraz miejsce występowania licznych gatunków ptaków wodno-błotnych”. W latach 2010–2011 stwierdzono tu gniazdowanie łącznie 12 gatunków ptaków (w tym 11 wodno-błotnych, wliczając w to hełmiatkę zwyczajną). Na wyspie zlokalizowana jest także największa w Polsce kolonia mew śmieszek, licząca 8–9 tysięcy par.